# Quận Okeechobee, Florida

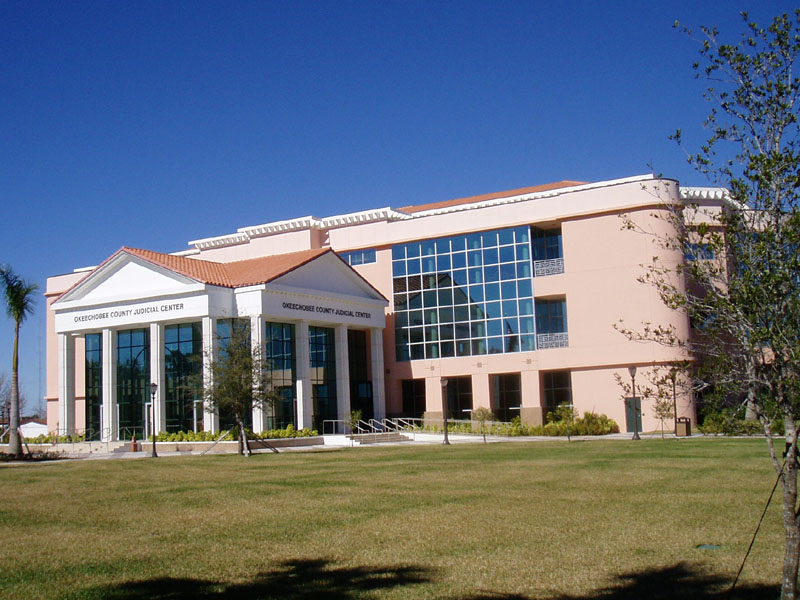
Trung tâm Tòa án quận Okeechobee ở Okeechobee.

Quận Okeechobee là một quận nằm ở bang Florida. Năm 2000, dân số của quận là 35.910. Theo ước tính điều tra dân số Hoa Kỳ năm 2005, dân số của quận này là 39.836. Quận lỵ là Okeechobee. Quận này bao gồm Micropolitan Statistical Area Okeechobee, Florida.

## Lịch sử

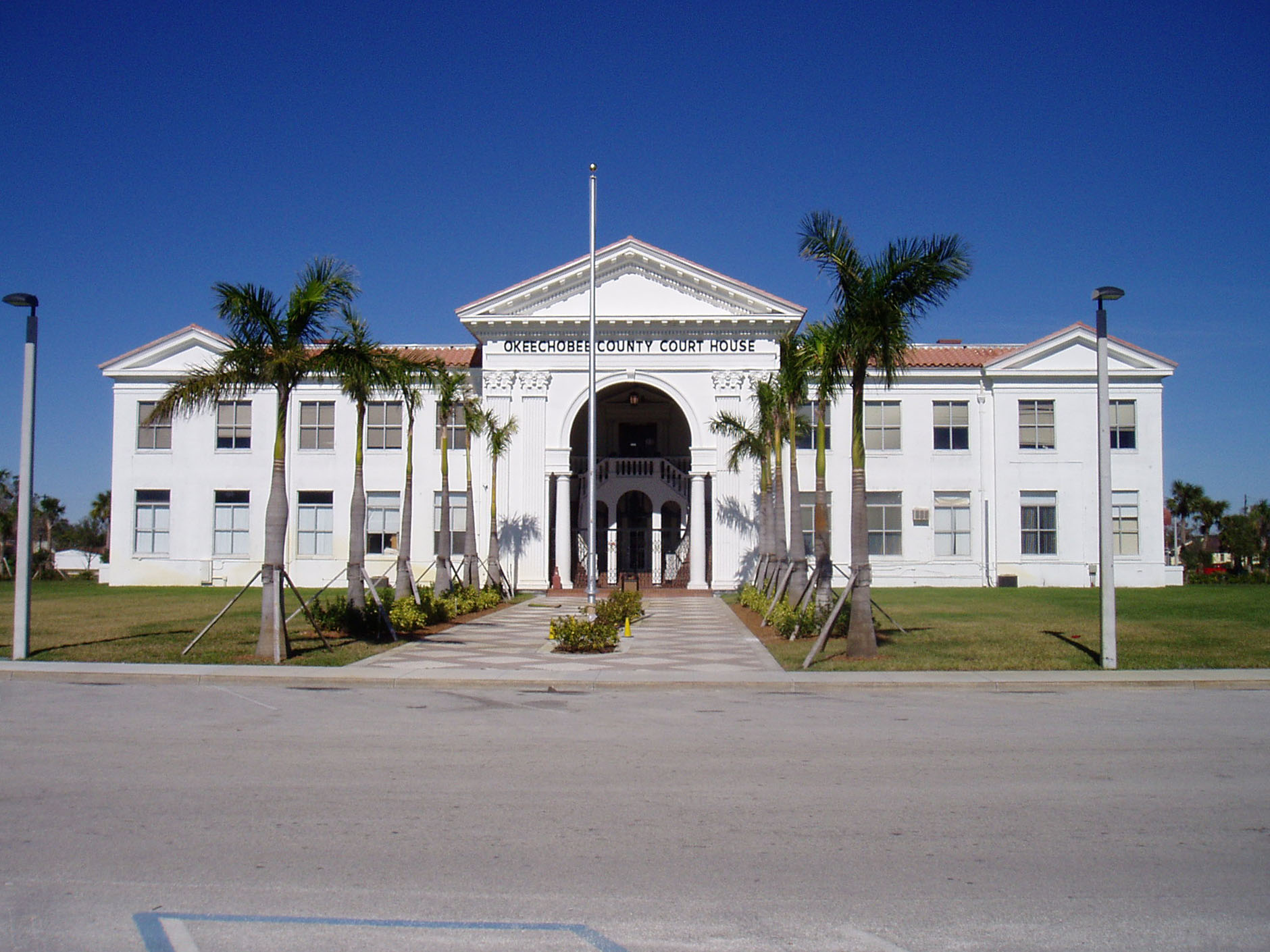
Tòa nhà tòa án quận Okeechobee xây năm 1926, nằm ở thành phố quận lỵ Okeechobee.

Quận Okeechobee được thành lập năm 1917. Tên của quận được đặt theo hồ Okeechobee, mà tên hồ này lại được đặt tên theo từ Hitchiti oka (nước) và chobi (lớn).

## Địa lý
Theo Cục điều tra dân số Hoa Kỳ, quận có tổng diện tích 2.309 km² (892 mi²). 2.004 km² (774 mi²) là diện tích mặt đất và 305 km² (118 mi²) của quận (13,19%) là mặt nước.

### Các quận gần bên
- Quận Indian River, Florida – đông bắc
- Quận Martin, Florida - đông
- Quận St. Lucie, Florida - đông
- Quận Palm Beach, Florida – đông nam
- Quận Glades, Florida – tây nam
- Quận Hendry, Florida – tây nam
- Quận Highlands, Florida - tây
- Quận Polk, Florida – tây bắc
- Quận Osceola, Florida – tây bắc